# SBS 정치쇼
《SBS 정치쇼》는 SBS 러브FM(수도권 FM 103.5MHz)에서 매주 월요일 ~ 토요일 아침 7시 5분부터 오전 9시까지 방송되는 라디오 아침 시사 프로그램이다.

## 방송 시간
| 방송 채널  | 방송 기간                         | 방송 시간                        |
| ---------- | --------------------------------- | -------------------------------- |
| SBS 러브FM | 2017년 3월 6일 ~ 2017년 4월 8일   | 월~토요일 아침 11:00 ~ 낮 12:00  |
| SBS 러브FM | 2017년 4월 10일 ~ 2017년 8월 31일 | 월~토요일 아침 10:30 ~ 낮 12:00  |
| SBS 러브FM | 2017년 9월 1일 ~ 2020년 3월 28일  | 월~토요일 아침 10:05 ~ 낮 12:00  |
| SBS 러브FM | 2020년 3월 30일 ~ 2020년 5월 31일 | 매일 아침 9:05 ~ 오전 11:00      |
| SBS 러브FM | 2020년 6월 1일 ~ 2022년 10월 1일  | 월~토요일 아침 9:05 ~ 오전 11:00 |
| SBS 러브FM | 2022년 10월 3일 ~ 2023년 3월 4일  | 월~토요일 아침 7:10 ~ 오전 9:00  |
| SBS 러브FM | 2023년 3월 6일 ~ 현재             | 월~토요일 아침 7:05 ~ 오전 9:00  |

## DJ
- 1대 - 정봉주 : 2017년 3월 6일 ~ 2018년 3월 3일
- 2대 - 김용민 : 2018년 3월 5일 ~ 2018년 11월 28일
- 임시 진행 - 고현준/이재익 : 2018년 11월 29일 ~ 2018년 12월 15일
- 3대 - 이재익 : 2018년 12월 17일 ~ 2020년 5월 31일
- 4대 - 이철희 : 2020년 6월 1일 ~ 2021년 4월 10일
- 임시 진행 - 김태현, 박진호, 윤태곤, 정유미 (돌아가며 진행) : 2021년 4월 12일 ~ 2021년 4월 30일
- 5대 - 김태현 : 2021년 5월 1일 ~ 현재

## 코너

### 매일 코너
- News On The Block
- 이너:뷰

### 요일별 코너
- 월요일 : 경제 끌어~올려
- 화요일 : 판관 조청천, 배수진
- 수요일 : MZ토론
- 목요일 : 여의도 타짜
- 금요일 : 新삼변시대 with 양지열, 백성문, 허주연

### 종영 코너
- 상근 브리핑 with 정상근

- 월요일 : 뉴스가 먼데이 with 최영일, 이고은, 반기웅 스브스 어른이집 with 조현욱, 황현희 천관율의 빅픽쳐
- 화요일 : 열혈수다 with 송종호, 고재열, 박연미, 박순봉 비정치 회담 with 유병민, 강경윤 슬기로운 의원생활 서초동 까투리 with 이한석, 김태현
- 수요일 : 삼변시대 with 양지열, 김태현, 손정혜 민심이네 with 윤태곤, 윤희웅
- 목요일 : 나는 고수다 with 김준일, 박진호, 최진봉, 손수호 북에서 왔수다 with 이수정, 윤지우 전지적 기자 시점 이인숙의 새로운 발견 정명원의 그건 말이죠
- 금요일 : 여의도 UFC with 최민희/현근택, 김용남/이준석, 박원석 알쓸 경제 with 정철진, 권애리
- 토요일 1, 2부 : 세상에 이런 일도 with 정상근 과학이 정치를 만났을 때 with 강양구
- 토요일 3, 4부 : 뉴스보다 영화 with 오동진 하루 일찍 만나는 뮤직 쇼
- 일요일 : 사연과 신청곡 잭디외 통화하기

## 같이 보기
- 뉴스
- 시사
- 정치